# Claude Beck
Claude Schaeffer Beck  (ur. 8 listopada 1894 w Shamokin, Pennsylvania, zm. 14 października 1971) – amerykański kardiochirurg.

## Życiorys
Studiował medycynę na uniwersytecie Johnsa Hopkinsa w Baltimore, w stanie Maryland, który ukończył w 1921. Początkowo w latach 1923/1924 specjalizował się w neurochirurgii u Harveya Cushinga na uniwersytecie Harvarda. Od końca 1924 pracował w klinice chirurgii Case Western Reserve University w Cleveland, w której zainteresował się kardiochiriurgią. Pozostał na tym uniwersytecie do emerytury w 1965.
W latach dwudziestych asystował Elliott'owi Cutler'owi w czasie pierwszych operacji na zastawce mitralnej. W latach 30. był twórcą nowych technik operacyjnych w operacjach serca, np. rewaskularyzacja zatoki wieńcowej nazwana Operacją Becka I i II. W 1935 po wielu eksperymentach na zwierzętach naszył uszypułowany płat mięśnia piersiowego większego na mięsień lewej komory serca choremu z chorobą niedokrwienną serca. Siedem miesięcy później pacjent powrócił do pracy jako ogrodnik.
Trzy wiodące objawy tamponady serca zostały nazwane triadą Becka. Był pionierem wśród kardiochirurgów operujących nowotwory serca.
W 1941 zastosował sproszkowany azbest w celu wytworzenia zrostów mięśnia sercowego i worka osierdziowego dla poprawy ukrwienia w chorobie wieńcowej.
W latach 1942–1945 był doradcą w zakresie chirurgii Armii Stanów Zjednoczonych i został wyróżniony Legią Zasługi.
W 1947 zastosował jako pierwszy w świecie skutecznie defibrylację w trakcie operacji serca.  Opracował technikę reanimacji i przeszkolił ponad 3000 pielęgniarek i lekarzy w tym zakresie. W 1952 został pierwszym profesorem kardiochirurgii w Ameryce.
Od 1928 był żonaty z Ellen Manning, z którą miał trzy córki.